# Aneurisma cerebral
Aneurisma cerebral é a doença na qual um segmento de vaso sanguíneo, quase sempre de uma artéria do Polígono de Willis, encontra-se anormalmente dilatado no encéfalo. A dilatação é causada, em geral, por uma falha muscular da parede de uma artéria, ou muito mais raramente, de uma veia. O tamanho de um aneurisma cerebral é variável. Pode ser pequeno, de poucos milímetros até 1 cm, tamanho médio, até 2 cm e maiores (grandes ou gigantes), atingindo vários centímetros na sua maior extensão. Há diversos formatos, geralmente saculares, mas podem ser também irregulares ou fusiformes.

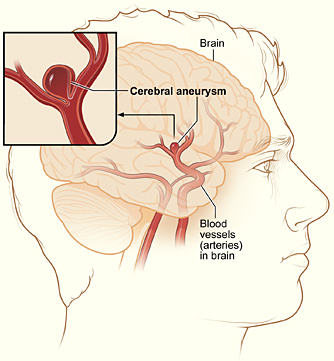
Aneurisma cerebral

O aneurisma cerebral é considerado muito perigoso, pois ao romper-se no interior do crânio produz hemorragia e aumento da pressão intracraniana, lesando ou comprimindo importantes estruturas do encéfalo, podendo ocasionar a morte. Ao romper-se, pode resultar também em isquemia dos tecidos irrigados pela artéria atingida e a gravidade do dano depende da área irrigada pelo vaso afetado. O risco é maior caso o paciente seja fumante ou tenha histórico familiar de doenças vasculares ou pressão alta, entre outras causas.
A consequência do rompimento do aneurisma cerebral é um fenômeno patológico, chamado de acidente vascular cerebral hemorrágico (AVC ou AVCH), ou derrame, na linguagem popular. Existem outras causas de AVC, como a isquemia, que é mais frequente que o AVC por sangramento de aneurisma.
Os aneurismas, na maioria dos casos, não geram qualquer tipo de sintoma até a sua ruptura e sangramento. Menos frequente, o aneurisma pode crescer, comprimindo estruturas como nervos, causando paralisia, como a queda súbita de uma pálpebra, indicando possibilidade de ruptura. Pode haver sangramento para dentro do tecido cerebral (menos comum) e hemorragia subaracnoide (HSA), também conhecida como hemorragia meníngea espontânea, para dentro dos ventrículos cerebrais, podendo provocar hidrocefalia. A ocorrência da hemorragia é em geral súbita, repentina, com duração dos sintomas e sua intensidade variáveis, passível de produzir alterações da consciência, da motricidade, da palavra, entre outras. Cefaleia súbita, descrita como a dor de cabeça mais forte que o indivíduo sente em toda a sua vida, acompanhada de desmaio (perda da consciência) e vômitos são a tríade de sintomas mais comuns da ruptura de um aneurisma.
Considera-se que entre 1 e 5 % dos adultos têm aneurismas cerebrais assintomáticos, enquanto que outros autores dizem que são encontrados em entre 5 a 10 % das autópsias em geral.
Os dois principais tratamentos para aneurismas cerebrais são a clipagem e a embolização do aneurisma.

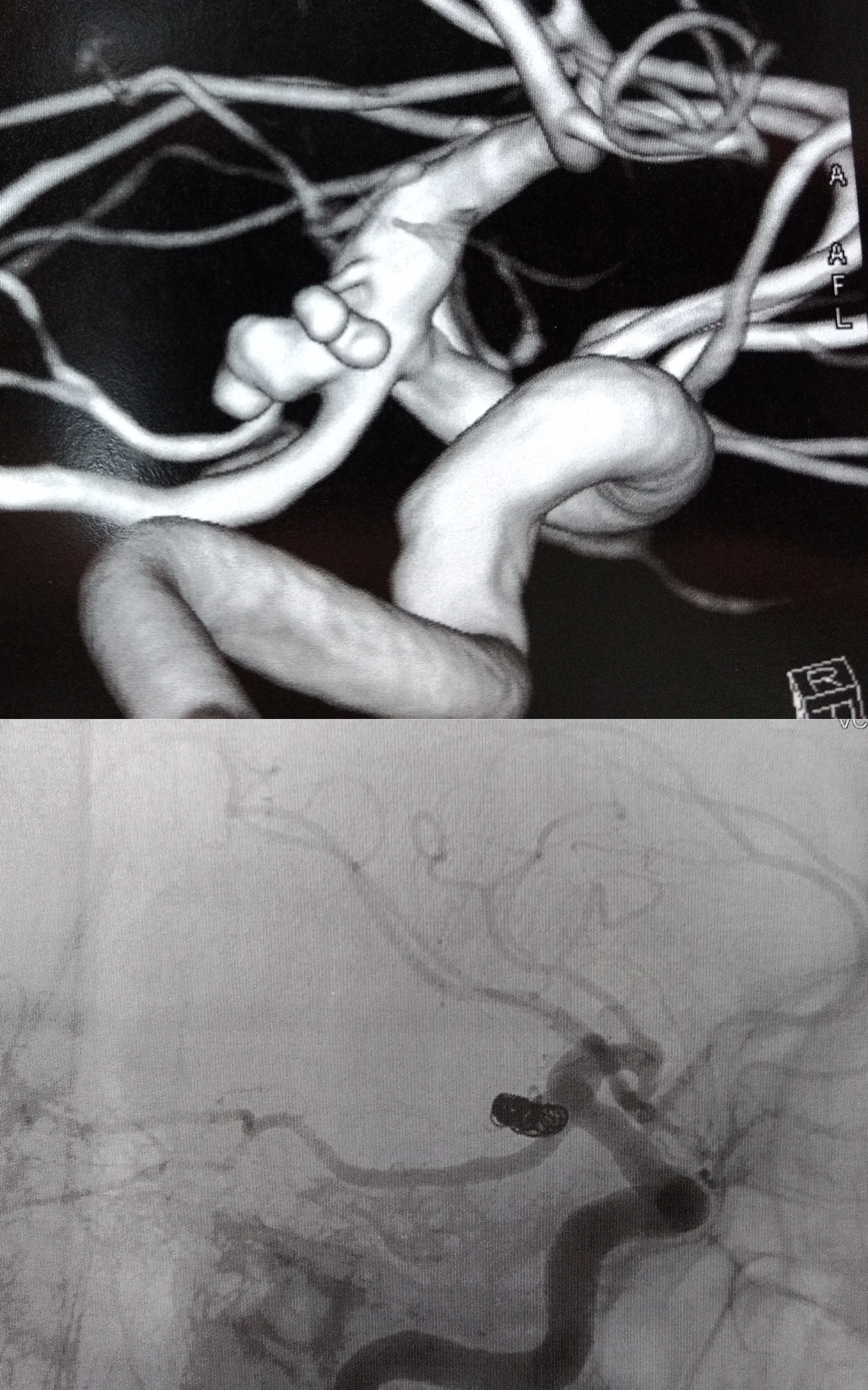
Embolização de Aneurisma Cerebral. Acima: pré-operatório. Abaixo: após colocação de molas destacáveis de Guglielmi e stent diversor de fluxo

## Causas
Os aneurismas cerebrais podem resultar de um ou mais defeitos musculares segmentares congênitos de determinado segmento arterial em uma de suas bifurcações, condições preexistentes relativas facilitadoras como pressão sanguínea alta e aterosclerose (o desenvolvimento de depósitos gordurosos nas artérias) ou trauma físico na cabeça. Os aneurismas cerebrais ocorrem muito mais comumente em adultos do que em crianças (muito raro), mas podem ocorrer em qualquer idade, sendo seu pico de maior incidência entre os 40 e 50 anos de idade. São um pouco mais comuns em mulheres do que em homens.
Diversas pesquisas tentam buscar mecanismos genéticos que causam os aneurismas. Essa busca identificou diversas localizações cromossômicas relacionadas: 1p34-36, 2p14-15, 7q11, 11q25, e 19q13.1-13.3.

## Localizações
A localização mais comum dos aneurismas cerebrais é nas artérias da base do cérebro, conhecidas como Polígono de Willis. Aproximadamente 85% dos aneurismas cerebrais se desenvolvem na porção anterior do círculo de Willis, envolvendo as artérias carótidas internas e seus ramos maiores que vascularizam as porções anterior e média do cérebro. Os locais mais comuns incluem a artéria comunicante anterior (30-35%, geralmente em homens; a bifurcação da carótida interna e artéria comunicante posterior (30-35%)geralmente em mulheres; a bifurcação da artéria cerebral média (20%), a bifurcação da artéria basilar e as outras artérias que fazem a circulação posterior (5%).
Em 20% dos casos o paciente apresenta mais de um aneurisma.

## Sintomas
Um aneurisma não roto não produz sintomas em geral. Ao aumentar, raramente o indivíduo pode ter sintomas como dor de cabeça.[carece de fontes?]
A ruptura do aneurisma em geral provoca desmaio, a "maior dor de cabeça da vida" e vômitos pelo sangramento em torno do cérebro, podendo causar morte. Esta situação é um dos tipos de derrame cerebral hemorrágico, conhecido como hemorragia meníngea ou subaracnoidea. Causa rigidez de nuca em mais da metade dos casos, semelhante à meningite infecciosa.
A morte pode ocorrer se houver o comprometimento de áreas vitais como as de controle da respiração ou da pressão arterial.

### Escala
Durante um quadro de ruptura de aneurisma, os sintomas permitem alguma previsibilidade de evolução:
- 1º Grau: Dor de cabeça leve e leve sensibilidade à luz. Chance de Sobrevivência 80%
- 2º Grau: Forte dor de cabeça, forte sensibilidade a luz, cansaço leve. Chance de Sobrevivência 60%
- 3º Grau: Forte dor de cabeça, forte sensibilidade à luz, muito cansaço. Chance de Sobrevivência 50%
- 4º Grau: Começo de estado vegetativo. Chance de Sobrevivência 20%
- 5º Grau: Coma Profundo com complicações. Chance de Sobrevivência 10%

## Diagnóstico

### Sinais e sintomas
O diagnóstico de um AVC é clínico, ou seja, é feito pela história e exame físico do paciente. Os principais sintomas são:
- Dificuldade de mover o rosto;
- Dificuldade em movimentar os braços adequadamente;
- Dificuldade de falar e se expressar;
- Fraqueza nas pernas;
- Problemas de visão.

Durante um exame pode-se pedir ao paciente que sorria, levante os dois braços e repita uma frase (como "trinta e três"). Diante desses sintomas, quanto mais rápido o socorro, menor a probabilidade de sequelas, este teste é designado Escala de Cincinnati. Outros sintomas menos específicos, como queda do estado geral e coma, também elevam o risco de AVC.

### Exames diagnósticos
A caracterização de um aneurisma é realizada por um exame de imagem, tomografia computadorizada, ressonância magnética ou angiografia cerebral, que permitem ao médico identificar a área do cérebro afetada.
O exame padrão ouro para detecção de aneurisma cerebral não é a tomografia ou a ressonância magnética, e sim o cateterismo cerebral de 4 vasos, denominado angiografia cerebral. Entretanto, não costuma ser o primeiro exame realizado.
Com a suspeita de um AVC, a tomografia pode ser o exame inicial de escolha por sua disponibilidade e rapidez. Serve principalmente para diferenciar o AVC por entupimento/isquemia do hemorrágico, o que muda radicalmente a conduta médica. Uma tomografia normal dentro das primeiras 24 horas de um AVC isquêmico é algo esperado e confirma o diagnóstico, pois a maioria dos ataques isquêmicos não provoca lesões visíveis tão precoces nesse exame. Apenas lesões extensas ou mais antigas podem ser vistas na tomografia no AVC isquêmico ou, ainda, sinais indiretos de AVC como edema cerebral. Já o AVC hemorrágico costuma vir com imagem na tomografia indicando vazamento de sangue. Pode-se, ainda que menos comum, retirar líquor por punção lombar para o diagnóstico de AVC hemorrágico com tomografia normal.
Embora mais precisa que a tomografia, a ressonância magnética não costuma mudar a conduta médica e pode ainda atrasar o tratamento correto, o que pode ter impacto na recuperação do paciente. Contudo, é uma opção que pode ser útil em casos selecionados.

## Tratamento
Fatores favoráveis à cirurgia são pacientes jovens com longa expectativa de vida, aneurisma roto prévio, história familiar de ruptura de aneurisma intracraniano, aneurismas grandes, aneurismas sintomáticos, crescimento constatado do aneurisma e risco estabelecido baixo do tratamento. Fatores que favorecem o tratamento conservador são idade avançada, baixa expectativa de vida, comorbidades clínicas e aneurismas assintomáticos.
A cirurgia para tratamento de aneurisma é um procedimento complicado devido às dificuldades de acesso ao local sem lesar o cérebro, e manter íntegra a circulação sanguínea. Dependendo do local do aneurisma no cérebro, a cirurgia pode ser mais ou menos arriscada.
Existem duas formas básicas de tratamento: por microcirurgia (clipagem) e por via endovascular.

### Tratamento Microcirúrgico
Neste procedimento, conhecido como clipagem de aneurisma, é realizada uma craniotomia tradicional para acesso ao Polígono Arterial de Willis, em geral na região antero-lateral da cabeça, chamada craniotomia pterional, a depender da localização do aneurisma. No aneurisma são usados clipes para a oclusão do aneurisma cerebral, que proporcionam a sua cura isolando permanentemente a luz do aneurisma do seu vaso nascente, com o fim de evitar que o aneurisma rompa ou que surja um resangramento.
Após a abertura do crânio, que foi estabelecida a partir da década de 1970, é iniciada a fase da microcirurgia onde o médico consegue uma ampliação visual surpreendente das estruturas neurais e vasculares.
Através da dissecção microcirúrgica das cisternas da base do crânio, a parte da circulação afetada onde se situa o aneurisma fica à mão do cirurgião que tem a possibilidade de manipular o vaso "mãe" do aneurisma com versatilidade. No caso eventual da necessidade da manipulação das estruturas circunvizinhas do aneurisma o cirurgião tem a possibilidade de ocluir o colo do aneurisma com segurança maior no caso de complicações, como a eventual rotura durante a cirurgia.
Para tanto são usados clipes metálicos para a oclusão. São clipes fabricados em titânio e cobalto que servem para ocluir os aneurismas cerebrais.
Para a abertura e colocação dos mesmos são necessários aplicadores/pinças. Os clipes permanentes permanecem toda a vida implantados no paciente, enquanto os temporários (transitórios) visam auxiliar evitar rotura do aneurisma no procedimento microcirúrgico, devendo ser retirados após alguns minutos.
Existem diversos modelos e tamanhos, todos em acordo com posicionamento e localização do aneurisma no paciente.
Os clipes de titânio apresentam uma maior compatibilidade magnética, até 11 Teslas; enquanto os de cobalto podem ser submetidos com segurança a exames em até 2 Teslas. Os clipes de titânio propiciam ainda um melhor estudo de imagem, devido a baixa presença de ferro em sua composição.
É vedada a reutilização dos mesmos, visto sofrerem perda da força de fechamento após a primeira abertura, preceito este encontrado na Norma ISO 9713:2002.
Outro fator importante é que cada modelo de clipe deve ser utilizado com o aplicador apropriado, respeitando as dimensões de ambos.

### Tratamento por Via Endovascular
O tratamento por embolização dos aneurismas cerebrais começa com a inserção de um cateter (pequeno tubo plástico) na raiz da coxa, na artéria femoral na perna do paciente e navegação dele pelos vasos arteriais, passando pela pelva, abdômen, tórax, pescoço e base do crânio até o aneurisma. Através desta viagem pelo corpo, retificadas pelo cateter, pequenas molas ou espirais de platina são inseridas aos poucos dentro do aneurisma. O processo é assistido por meio de imagens radiológicas, visualizadas em um monitor de vídeo. Ao serem destacadas do cateter são desdobradas dentro da luz no aneurisma, ocupando aos poucos o interior, interferindo no fluxo de sangue para o interior do aneurisma, causando coagulação da luz, redução da pressão interna provocada pela pressão sanguínea e prevenindo sua ruptura. As molas são feitas de platina para que eles possam ser visíveis pelo raio x e bastante flexíveis para conformar-se com a forma de aneurisma e tentar evitar que ele se rompa. Um grande número de pacientes no mundo inteiro já foram tratados com molas de platina destacáveis. As micro-molas mais utilizadas para a embolização do aneurisma são as molas destacáveis de Guglielmi.
Os médicos, preferencialmente neurorradiologistas experientes em intervenções por angiografia encefálica, usam a tecnologia de raios-X em tempo real, chamada visualização fluoroscópica (radioscopia), para visualizar o interior dos vasos sanguíneos. As características externas do aneurisma apenas podem ser visibilizadas pela cirurgia aberta.
Por ser um método mais recente, não existem estudos científicos controlados de seguimento de longo prazo em grandes contingentes de pacientes. Na França, onde há menor tradição cirúrgica do que nos grandes centros médicos em neurocirurgia vascular intracraniana clássica, o número de pacientes tratados por este método chega, em alguns centros médicos locais, em até 90% dos casos. Na Alemanha, nos Estados Unidos, no Japão e mesmo no Brasil, que onde a neurocirurgia nos grandes centros médicos tem expressivo histórico de atuação e larga experiência, o método intra-arterial divide o palco com o tratamento cirúrgico tradicional. Todavia, o método cirúrgico tradicional nunca será abandonado por completo. O médico neurocirurgião, que é o especialista em doenças vasculares cerebrais cirúrgicas, é quem deve sempre avaliar qual o melhor tratamento dependendo da situação do paciente, condições clínicas, estrutura de atendimento hospitalar disponível, tipo e localização do aneurisma. Vários fatores influenciam esta delicada decisão terapêutica, inclusive a experiência profissional do médico assistente do caso.
Aneurismas de contornos irregulares, muito grandes, muito pequenos, com o colo largo (sua base de abertura) são mais difíceis de embolizar e tem taxas de insucesso maiores, sobretudo em fumantes. Também pode ocorrer a oclusão incompleta do aneurisma ou a não oclusão da abertura da colo (na sua base) resultando na reformação do segmento aneurismático e necessidade de cirurgia posteriormente.
A embolização é um procedimento que acessa a área de tratamento naturalmente, por dentro dos vasos sanguíneos. Entretanto é um procedimento com riscos, assim como a cirurgia tradicional. Deve estar disponível imediatamente UTI e centro cirúrgico prontos com equipe de neurocirurgia disponível por segurança para o caso de rutura do aneurisma durante a embolização. Em contraste com a cirurgia, a embolização não necessita de cirurgia aberta caso não ocorra complicações desta natureza.
Há risco de óbito por nova hemorragia desencadeada durante a intervenção pelo próprio método, enquanto são inseridas as molas metálicas dentro da lesão aneurismática. Pacientes que sobrevivem às complicações podem ter lesões neurológicas permanentes. Há também o risco de recanalização (reformação do aneurisma) ao longo dos anos seguintes, pois a abertura natural da base do aneurisma, por onde são inseridas as molas, pode permanecer aberta, apesar da formação do coágulo misturada às molas destacadas dentro da luz aneurismática e a sua não visualização do aneurisma nas angiografias posteriores de controle.
Comparativamente, os trabalhos científicos mais recentes mostram que nos países desenvolvidos há alguma equivalência de resultados (entre clipagem e embolização), sendo o palco de acaloradas discussões. Nos países em desenvolvimento pela qualidade em geral dos serviços e suportes há ainda forte predominância pela opção cirúrgica tradicional. Quando é possível optar, a técnica endovascular tem sido adotada, em virtude do menor tempo de recuperação do paciente.
Outra técnica endovascular para tratamento de aneurismas cerebrais é a utilização de stent diversor de fluxo, como uma alternativa para a embolização, embora as técnicas possam ser combinadas, especialmente em aneurismas grandes/gigantes. É principalmente eficaz em aneurisma sacular não roto de colo largo, que são difíceis de embolizar devido à tendência (conhecida como prolapso) das molas preencherem a artéria-mãe. Outra situação é a forma fusiforme ou circunferencial dos aneurismas. Antes dos diversores de fluxo, muitos aneurismas intracranianos não podiam ser tratados.

## Prognóstico
O prognóstico para um paciente de aneurisma cerebral depende do tamanho, se o formato é irregular e da posição do aneurisma, da idade da pessoa, se a pessoa é fumante, se houve ruptura do aneurisma, época do rompimento, se há complicações e ruptura ocorrida ( complicações diversas, principalmente, vasoespasmo, hidrocefalia, isquemia cerebral secundários, hipertensão intracraniana, etc.), da saúde geral, reserva funcional de demais órgãos e sistemas (pulmões, rins, fígado, coração, endocrinológico), da sua condição neurológica prévia/atual.
Metade dos indivíduos com um aneurisma cerebral rotos morrem do sangramento inicial antes de chegar ao hospital (por exemplo: em casa, no trabalho, na academia) antes que lhes possam ser prestados qualquer socorro. É uma das causa mais frequentes de morte súbita e inesperada em adultos entre os 25 e 55 anos de idade.
Dos que chegam vivos ao hospital 50% terá evolução fatal (principalmente aqueles que chegam em coma moderado a profundo). A maioria dos indivíduos que chegam conscientes e orientados ao hospital, que não apresentam complicações graves adicionais na internação, nem novo sangramento, em geral se recuperam com quase nenhum déficit neurológico. Dos 30.000 novos casos de aneurisma cerebral existentes nos Estados Unidos por ano, apenas 20% ficam vivos e bem de saúde após um ano, 20% ficam vivos incapacitados, e 60% morrem.

### Prevenção
Sendo uma doença com falta de sintomas anteriores ao rebentamento, a única maneira de prevenir o seu aparecimento é diminuindo os fatores de risco. Assim, torna-se fundamental uma alimentação saudável e equilibrada, exercício físico regular, e ainda, análises e exames periódicos definidos pelo seu médico.

### Fatores de risco
- Hipertensão arterial - elevação da pressão arterial
- Dislipidemias - alteração do colesterol e triglicerídeos do sangue
- Doenças do colágeno - inflamações envolvendo tecido conjuntivo